# Bóng rổ tại Thế vận hội Mùa hè 2008
Giải bóng rổ tại Thế vận hội Mùa hè 2008 diễn ra từ ngày 9 đến ngày 24 tháng 8 năm 2008 tại Nhà thi đấu Ngũ Khỏa Tùng.

## Kết quả

### Nam
| Vàng | Bạc | Đồng |
| Hoa Kỳ (USA) | Tây Ban Nha (ESP) | Argentina (ARG) |
| Carlos Boozer Jason Kidd LeBron James Deron Williams Michael Redd Dwyane Wade Kobe Bryant Dwight Howard Chris Bosh Chris Paul Tayshaun Prince Carmelo Anthony | Paul Gasol Rudy Fernandez Ricky Rubio Juan Carlos Navarro Jose Calderon Felipe Reyes Carlos Jimenez Raul Lopez Berni Rodriguez Marc Gasol Alex Mumbru Jorge Garbajosa | Luis Scola Manu Ginobili Roman Gonzalez Fabricio Oberto Pablo Antonio Carlos Delfino Paolo Quinteros Leonardo Gutierrez Andres Nocioni Juan Pedro Gutierrez Federico Kammerichs |

### Nữ
| Vàng | Bạc | Đồng |
| Hoa Kỳ (USA) | Úc (AUS) | Nga (RUS) |
| Seimone Augustus Sue Bird Tamika Catchings Sylvia Fowles Kara Lawson Lisa Leslie DeLisha Milton-Jones Candace Parker Cappie pondexter Katie Smith Diana Taurasi Tina Thompson | Erin Phillips Tully Bevilaqua Jennifer Screen Penny Taylor Suzy Batkovic Hollie Grima Kristi Harrower Laura Summerton Belinda Snell Emma Randall Rohanee Cox Lauren Jackson | Marina Kuzina Oxana Rakhmatulina Natalia Vodopyanova Becky Hammon Marina Karpunina Tatiana Shchegoleva Ilona Korstin Maria Stepanova Ekaterina Lisina Irina Sokolvskaya Svetlana Abrosimova Irina Osipova |